# 偉凱律師事務所
偉凱律師事務所（英文名稱：White & Case LLP），是一家以紐約為總部的國際律師事務所。

## 历史
1901年在美國紐約成立。偉凱律師事務所在全球25個國家設有36個辦事處，律師2千多人，職員4千多人，是目前全球最大、分所據點最多的法律事務所之一。該所以其在國際訴訟仲裁、資本市場、金融、併購方面的出色業務而聞名。
根據2009年統計數據，偉凱以收入計為全球第十大律師事務所

## 外部連結
- 偉凱律師事務所官方網址 （页面存档备份，存于）